# 비행 시뮬레이터

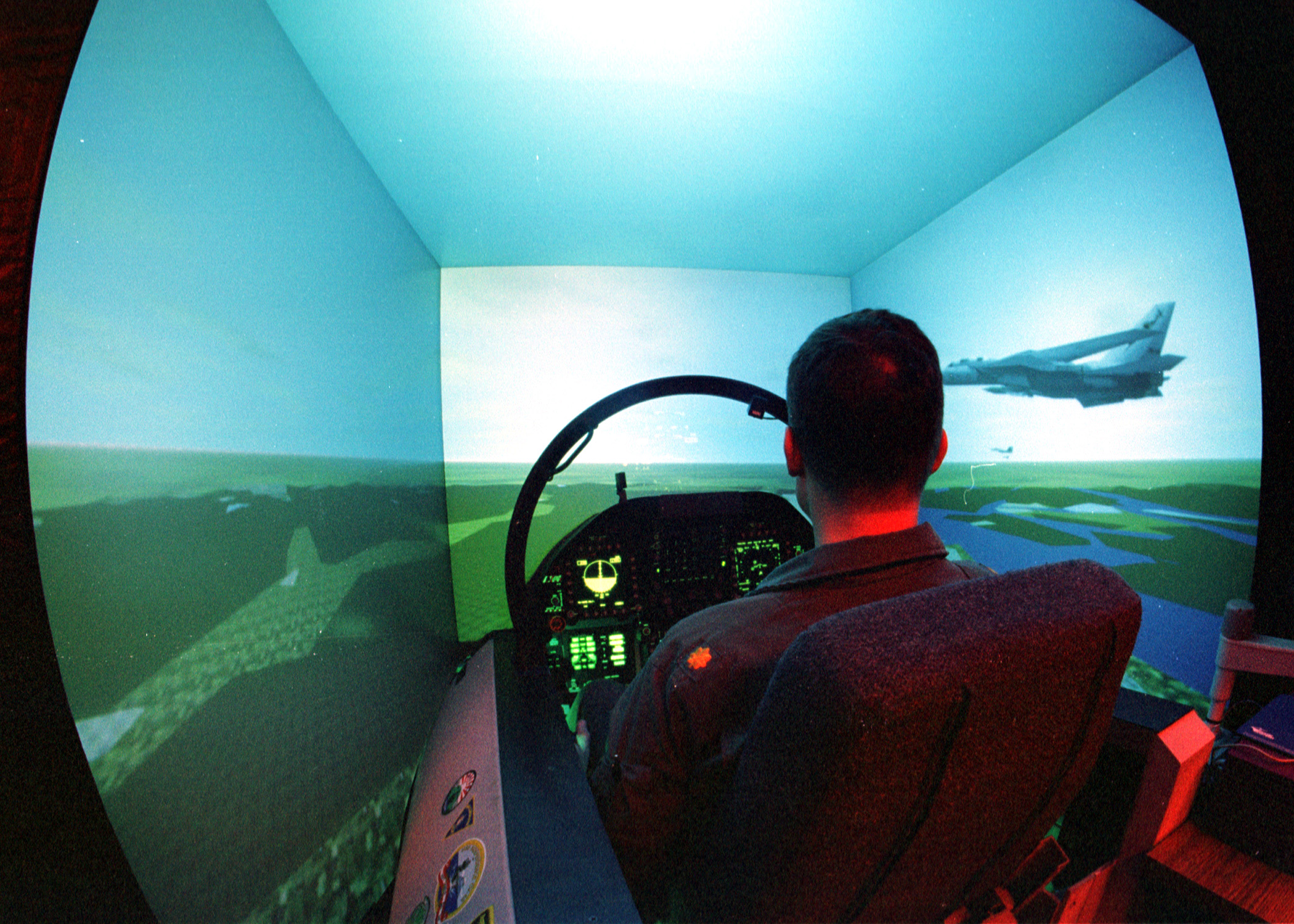
항공모함 에 탑재된 F/A-18 호넷 비행 시뮬레이터

비행 시뮬레이터(flight simulator)는 조종사 훈련, 설계 또는 기타 목적을 위해 항공기 비행 및 비행 환경을 인위적으로 재현하는 장치이다. 여기에는 항공기가 비행하는 방식, 비행 조종 장치 적용에 대한 반응 방식, 다른 항공기 시스템의 영향, 그리고 공기 밀도, 난류, 윈드 시어, 구름, 강수량 등 외부 요인에 대한 항공기의 반응 방식을 제어하는 방정식 재현이 포함된다. 비행 시뮬레이션은 비행 훈련 (주로 조종사), 항공기 자체의 설계 및 개발, 항공기 특성 및 조종 핸들링 품질 연구 등 다양한 이유로 사용된다.
"비행 시뮬레이터"라는 용어는 일반 언어와 기술 문서에서 약간 다른 의미를 가질 수 있다. 과거 규정에서는 다양한 절차 및 비행 조건에서 항공기의 동작을 정확하게 모방할 수 있는 장치를 특별히 지칭했다. 최근 정의에서는 이를 "풀 플라이트 시뮬레이터"라고 명명했다. "비행 시뮬레이션 훈련 장치"(FSTD)라는 더 일반적인 용어는 다양한 종류의 비행 훈련 장치를 지칭하는 데 사용되며, 이는 일반 영어에서 "비행 시뮬레이터"라는 문구의 의미와 더 밀접하게 일치한다.

## 비행 시뮬레이션의 역사
1910년, 프랑스 사령관 클롤루스(Clolus)와 라퐁(Laffont), 클라베나드(Clavenad) 중위의 주도로 군용 항공기를 위한 최초의 지상 훈련기가 제작되었다. 앙투아네트사가 만든 "토노 앙투아네트"(Antoinette barrel)는 비행 시뮬레이터의 전신으로 보인다.

### 제1차 세계 대전 (1914–1918)
훈련 분야 중 하나는 조종사 또는 전문 항공 총포 사수가 다루는 공중 사격이었다. 움직이는 목표물에 발사하려면 총알이 목표물 근처에 도달하는 데 필요한 시간을 고려하여 목표물보다 앞서 조준해야 한다(이것은 소위 선행 각도와 관련됨). 이를 때때로 "편향 사격"이라고도 하며 기술과 연습이 필요하다. 제1차 세계 대전 동안, 이 기술을 새로운 조종사에게 가르치기 위해 일부 지상 기반 시뮬레이터가 개발되었다.

### 1920년대와 1930년대

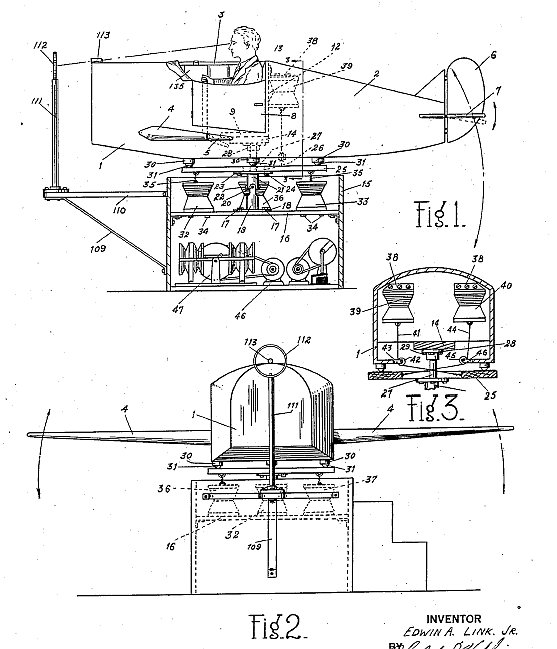
링크트레이너 특허 도면, 1930년

가장 잘 알려진 초기 비행 시뮬레이션 장치는 에드윈 링크가 미국 빙엄턴에서 제작한 링크트레이너로, 1927년에 제작을 시작했다. 그는 나중에 자신의 설계를 특허냈으며, 1929년에 처음으로 판매되었다. 링크 트레이너는 일반적으로 잘 알려진 파란색으로 칠해진 기본적인 금속 프레임 비행 시뮬레이터였다. 이 초기 전쟁 시대 비행 시뮬레이터 중 일부는 여전히 존재하지만, 작동하는 예시를 찾기가 점점 더 어려워지고 있다.
빙엄턴에 있는 링크 가문의 회사는 자동 피아노와 오르간을 제조했으며, 에드 링크는 가죽 벨로우즈나 리드 스위치와 같은 부품에 익숙했다. 그는 또한 조종사이기도 했지만, 이용 가능한 실제 비행 훈련의 양에 불만을 품고 날씨나 항공기, 비행 교관의 가용성 제약 없이 그러한 훈련을 제공할 지상 기반 장치를 만들기로 결정했다. 그의 설계는 피치 및 롤 신호를 제공하는 팽창식 벨로우즈로 구동되는 공압식 모션 플랫폼을 특징으로 했다. 자동 피아노에 사용되는 것과 유사한 진공 모터가 플랫폼을 회전시켜 요우 신호를 제공했다. 작동하는 계기가 있는 일반적인 조종석 복제본이 모션 플랫폼에 장착되었다. 조종석이 덮였을 때 조종사는 안전한 환경에서 계기 비행을 연습할 수 있었다. 모션 플랫폼은 조종사에게 피치(기수 올리고 내리기), 롤(날개 올리고 내리기), 요우(기수 왼쪽 또는 오른쪽)의 실제 각운동에 대한 신호를 제공했다.
처음에 항공 비행 학교들은 "링크 트레이너"에 거의 관심을 보이지 않았다. 링크는 또한 미국 육군 항공대(USAAF)에 자신의 트레이너를 시연했지만 아무런 성과가 없었다. 그러나 상황은 1934년 육군 항공대가 우편물을 운송하는 정부 계약을 따내면서 바뀌었다. 여기에는 USAAF가 이전에 많은 훈련을 수행하지 않았던 악천후 및 좋은 날씨 비행이 포함되었다. 우편 서비스 초기 몇 주 동안 거의 12명의 육군 조종사가 사망했다. 육군 항공대 고위 관계자들은 에드 링크와 그의 트레이너를 기억했다. 링크는 뉴저지 뉴어크 비행장에서 그들을 만나러 비행했고, 그의 훈련 장치로 연습한 덕분에 시야가 좋지 않은 날에도 도착할 수 있는 능력에 감명을 받았다. 그 결과 USAAF는 6대의 링크 트레이너를 구매했고, 이는 세계 비행 시뮬레이션 산업의 시작을 알리는 계기가 되었다고 할 수 있다.

### 제2차 세계 대전 (1939–1945)

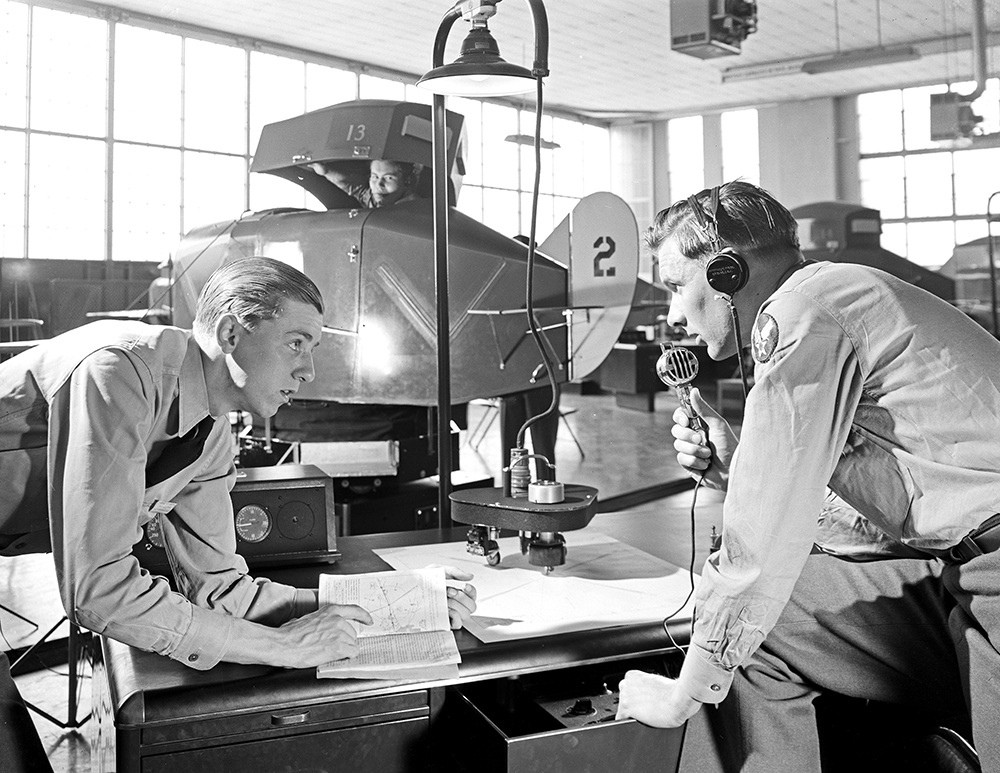
페퍼렐 제조 회사에서 링크 트레이너를 사용하는 군인, 1943년

제2차 세계 대전 동안 사용된 주요 조종사 훈련기는 링크 트레이너였다. 연합국에서 온 50만 명의 신입 조종사를 훈련시키기 위해 약 10,000대가 생산되었으며, 이들 중 다수는 전투 임무를 수행하기 위해 유럽이나 태평양으로 돌아가기 전에 미국과 캐나다에서 훈련을 받았다. 거의 모든 미국 육군 항공대 조종사는 링크 트레이너에서 훈련을 받았다.
제2차 세계 대전의 또 다른 유형의 훈련기는 별을 이용하여 밤에 항해하는 데 사용되었다. 1941년의 천문 항해 훈련기는 높이 13.7m(45피트)였으며 폭격기 승무원의 항법 팀을 수용할 수 있었다. 이 훈련기는 투영된 밤하늘의 디스플레이에서 육분기를 사용하여 "별 관측"을 할 수 있도록 해주었다.

### 1945년부터 1960년대까지
1954년 유나이티드 항공은 커티스-라이트(Curtiss-Wright)로부터 이전 모델과 유사하지만 시각, 소리, 움직임이 추가된 비행 시뮬레이터 4대를 3백만 달러에 구매했다. 이것은 오늘날 상업용 항공기를 위한 현대적인 비행 시뮬레이터의 첫 번째 사례였다.
헬리콥터 시뮬레이터는 "헬리콥터 훈련 비용 절감"을 위한 제이콥스 제이콥터(Jacobs Jaycopter)로 존재했다. 이 시뮬레이터는 나중에 1964-65년 뉴욕 세계 박람회에서 유원지 놀이기구로 판매되었다.

### 오늘날

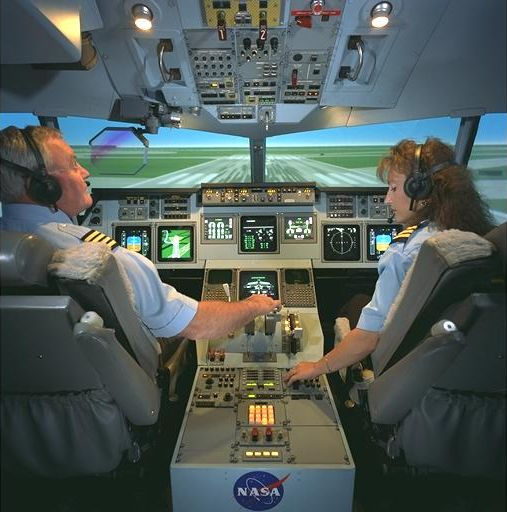
쌍발 제트기 비행 시뮬레이터 조종석

시뮬레이터 제조업체들은 통합되고 수직으로 통합되며, 비행 훈련은 두 자릿수 성장을 보인다. CAE는 2017년부터 2027년까지 255,000명의 새로운 항공기 조종사 (하루 70명)와 180,000명의 부기장이 기장으로 발전할 것으로 예측한다.
가장 큰 제조업체는 캐나다의 CAE Inc.로, 시장 점유율 70%와 연간 수익 28억 달러를 기록한다. 70년 동안 훈련 장치를 제조해왔지만, 2000년에 여러 인수를 통해 훈련 분야로 진출했다. 이제 CAE는 시뮬레이터 생산보다 훈련에서 더 많은 수익을 올린다.
크롤리(Crawley)에 본사를 둔 L3 CTS는 2012년 탈레스 트레이닝 & 시뮬레이션의 개트윅 공항 근처 제조 공장을 인수하여 시장에 진입했다. 이곳에서 매년 최대 30대의 장치를 조립하고, 2015년에는 영국 CTC 훈련 학교, 2016년에는 플로리다주 샌포드(Sanford)의 Aerosim, 2017년 10월에는 포르투갈 아카데미인 G Air를 인수했다. Aerosim과 같은 글로벌 훈련 학교는 에어버스 A320과 같은 항공기별 시뮬레이터도 제공한다.
20%의 시장 점유율을 가진 장비는 여전히 L3 CTS의 수익 절반 이상을 차지하지만, 매년 1,600명의 상업용 조종사를 교육하며 매년 직업에 진입하는 22,000명의 7%를 차지하고 분열된 시장에서 10%를 목표로 하기 때문에 곧 역전될 수 있다.
세 번째로 큰 기업은 2014년 모회사 텍스트론 항공이 시뮬레이터를 Mechtronix, OPINICUS, ProFlight와 합병하여 설립된 TRU Simulation + Training이다. 이 회사는 시뮬레이터에 중점을 두고 737 MAX와 777X를 위한 최초의 풀 플라이트 시뮬레이터를 개발하고 있다.
네 번째는 FlightSafety International로, 일반 항공, 비즈니스, 지역 항공기에 중점을 둔다.
에어버스와 보잉은 자체 훈련 센터에 투자하여 항공기 제조보다 더 높은 마진을 목표로 하며, MRO와 같은 분야에서 공급업체인 CAE 및 L3와 경쟁한다.
2018년 6월 현재 운용 중인 상업용 항공 시뮬레이터는 1,270대였으며, 1년 동안 50대가 증가했다. 이 중 85%는 FFS였고 15%는 FTD였다.
CAE가 설치된 기반의 56%를 공급했고, L3 CTS가 20%, FlightSafety International이 10%를 차지했으며, CAE의 훈련 센터가 13%의 점유율로 가장 큰 운영자였다.
북아메리카는 전 세계 훈련 장치의 38%를 차지하고, 아시아 태평양은 25%, 유럽은 24%를 차지한다.
보잉 기종은 모든 시뮬레이션된 항공기의 45%를 차지하며, 에어버스가 35%, 엠브라에르가 7%, 봄바디어가 6%, ATR가 3%를 차지한다.

## 활용

### 조종사 훈련
대부분의 비행 시뮬레이터는 주로 비행 훈련에 사용된다. 가장 간단한 시뮬레이터는 비상 점검표 처리와 같은 기본적인 조종석 절차를 연습하고 조종석에 익숙해지는 데 사용된다. 또한 계기 비행 훈련에도 사용되며, 이 경우 외부 시야는 덜 중요하다. 특정 항공기 시스템은 시뮬레이션될 수도 있고 그렇지 않을 수도 있으며, 공기역학적 모델은 일반적으로 존재하더라도 매우 일반적이다. 인증 수준에 따라 실제 항공기에서 움직이는 지시기가 있는 계기는 디스플레이로 구현될 수 있다. 더 고급 디스플레이, 조종석 표현 및 모션 시스템을 통해 비행 시뮬레이터는 조종사 면허에 대해 다른 양의 비행 시간을 인정하는 데 사용될 수 있다.
특정 종류의 시뮬레이터는 초기 면허 취득 외에도 계기 비행 증명 재검증 또는 가장 일반적으로 특정 항공기 종류에 대한 형식 한정 취득과 같은 훈련에도 사용된다.

### 기타 용도
항공기 설계 과정 동안 비행 시뮬레이터는 실제 비행 테스트를 수행하는 대신 사용될 수 있다. 이러한 "공학 비행 시뮬레이터"는 오류를 빠르게 찾아내어 개발 위험과 비용을 크게 줄일 수 있다. 또한, 이는 실제 항공기에 포함하기에는 너무 크거나 비실용적인 추가 측정 장비를 사용할 수 있게 한다. 설계 과정의 여러 단계에서 다양한 수준의 복잡성을 가진 다양한 공학 시뮬레이터가 사용된다.:13
비행 시뮬레이터는 조종사 외의 승무원을 위한 훈련 과제를 포함할 수 있다. 예를 들어 군용 항공기의 사수 또는 호이스트 조작원을 들 수 있다. 또한 물에 추락할 경우 항공기를 대피시키는 것과 같이 비행과 관련된 작업을 위해 별도의 시뮬레이터가 사용되기도 한다. 현대 항공기를 구성하는 많은 시스템의 높은 복잡성으로 인해, 항공기 정비 시뮬레이터는 점점 더 인기를 얻고 있다.

## 자격 및 승인

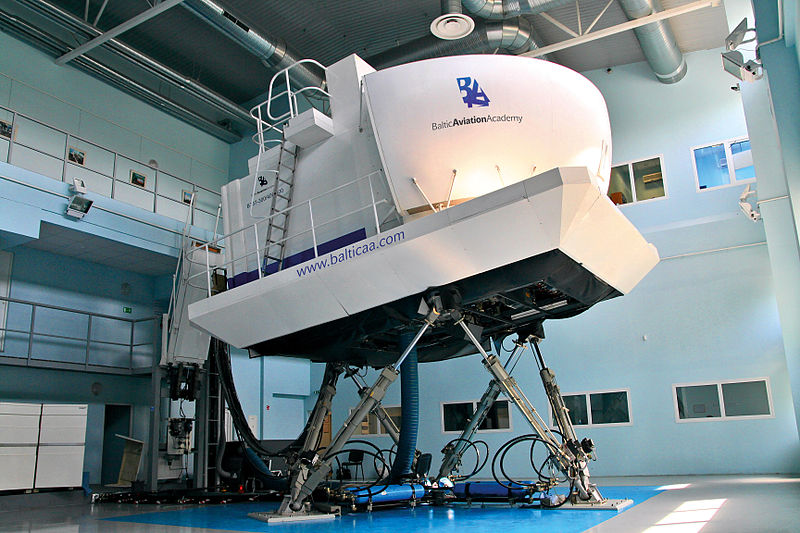
보잉 737의 풀 플라이트 시뮬레이터

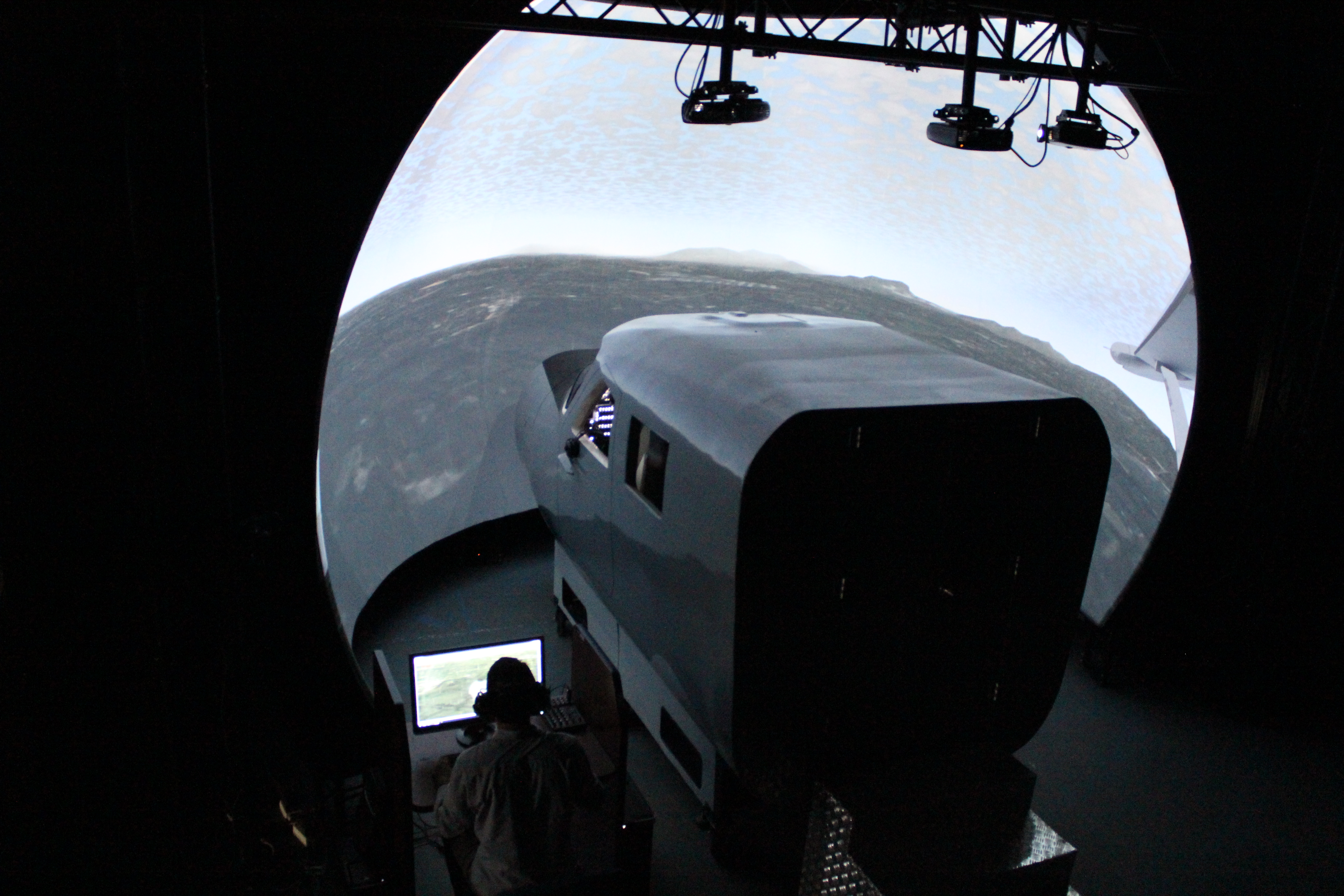
조종석 위에 보이는 여러 개의 프로젝터가 있는 구형 디스플레이

### 절차
2018년 9월 이전에는 제조업체가 ATD 모델 승인을 원할 때, 해당 모델 라인의 사양을 포함하고 적절한 규정 준수를 증명하는 문서를 FAA에 제출했다. Qualification Approval Guide (QAG)라고 불리는 이 문서가 승인되면, QAG에 부합하는 모든 향후 장치는 자동으로 승인되며 개별 평가는 필요하지도 가능하지도 않다.
전 세계 모든 민간 항공국(CAA)에서 승인하는 실제 절차는 자격 취득일 30일 전(CAAC의 경우 40일 전)에 고유한 시뮬레이터 장치에 대한 MQTG 문서(Master Qualification Test Guide)를 제안하는 것이다. 이 문서는 해당 장치와 함께 존재하며, 시뮬레이터가 항공기와 얼마나 유사한지 입증하기 위한 객관적, 기능적, 주관적 테스트를 포함한다. 결과는 항공기 OEM이 제공하는 비행 테스트 데이터 또는 시뮬레이터 OEM이 주문한 테스트 캠페인에서 얻은 데이터와 비교하거나, 항공기 OEM 개발 시뮬레이터가 제공하는 POM(Proof Of Match) 데이터와도 비교할 수 있다. 일부 QTG는 시뮬레이터가 CAA가 승인한 허용 오차 내에 계속 있는지 지속적인 자격 확인을 위해 연중 다시 실행될 것이다.

### 미 연방항공국(FAA) 분류
항공 훈련 장치 (ATD)
- FAA 기본 ATD (BATD) – 미국 연방 규정집 Title 14에 따른 개인 조종사 자격 및 계기 비행 등급에 대한 지상 및 비행 훈련 요구 사항에 특화된 절차 및 운용 성능 작업을 위한 적절한 훈련 플랫폼 및 설계를 제공한다.
- FAA 고급 ATD (AATD) – 개인 조종사 자격, 계기 비행 등급, 상업 조종사 자격, 항공 운송 조종사(ATP) 자격 및 비행 교관 자격에 대한 지상 및 비행 훈련 요구 사항에 특화된 절차 및 운용 성능 작업을 위한 적절한 훈련 플랫폼을 제공한다.

비행 훈련 장치 (FTD)
- FAA FTD 레벨 4 – 조종석 절차 훈련기(CPT)와 유사하다. 이 레벨은 공기역학적 모델을 요구하지 않지만, 정확한 시스템 모델링이 요구된다.
- FAA FTD 레벨 5 – 공기역학적 프로그래밍 및 시스템 모델링이 요구되지만, 특정 모델 하나가 아닌 항공기 계열을 대표할 수 있다.
- FAA FTD 레벨 6 – 항공기 모델별 공기역학적 프로그래밍, 조종 감각 및 물리적 조종석이 요구된다.
- FAA FTD 레벨 7 – 모델별. 모든 해당 공기역학, 비행 조종 장치 및 시스템이 모델링되어야 한다. 진동 시스템이 제공되어야 한다. 이는 시각 시스템을 요구하는 첫 번째 레벨이다.

풀 플라이트 시뮬레이터 (FFS)
- FAA FFS 레벨 A – 최소 3자유도를 가진 모션 시스템이 요구된다. 항공기 전용.
- FAA FFS 레벨 B – 3축 모션과 레벨 A보다 높은 충실도의 공기역학적 모델을 요구한다. 헬리콥터 비행 시뮬레이터의 가장 낮은 레벨.
- FAA FFS 레벨 C – 모든 6자유도를 가진 모션 플랫폼이 요구된다. 또한 레벨 A 및 B보다 낮은 수송 지연(레이턴시)을 가진다. 시각 시스템은 각 조종사에게 최소 75도의 외부 세계 수평 시야를 가져야 한다.
- FAA FFS 레벨 D – 현재 사용 가능한 FFS 자격의 최고 수준. 레벨 C의 요구 사항에 추가 사항이 있다. 모션 플랫폼은 모든 6자유도를 가져야 하며, 시각 시스템은 최소 150도의 외부 세계 수평 시야와 평행 시야 디스플레이를 가져야 한다. 조종석 내의 사실적인 소리와 다양한 특수 모션 및 시각 효과가 요구된다.

### 유럽 항공 안전국(EASA, ex JAA) 분류
이 정의는 특별히 명시되지 않는 한 항공기와 헬리콥터 모두에 적용된다. 아래에 간략하게 비교된 훈련 장치는 모두 비행 시뮬레이션 훈련 장치(FSTD)의 여러 하위 분류이다.
기본 계기 훈련 장치 (BITD) 항공기 전용: 계기 비행 절차를 위한 기본 학생 스테이션; 스프링 장착 비행 조종 장치 및 화면에 표시되는 계기를 사용할 수 있다.
비행 항법 및 절차 훈련기 (FNPT) : 항공기 시스템의 기능을 재현하기 위한 모든 장비와 소프트웨어를 갖춘 조종석 표현
- EASA FNPT 레벨 I : 완전히 밀폐된 실물 크기 조종석, 항공기를 대표하는 제어력 및 이동 거리, 대기 속도, 하중 및 기타 요인의 변화를 고려하는 공기역학 모델
- EASA FNPT 레벨 II : 지상 및 지면 효과에서의 항공기 조작, 착빙 효과, 다양한 주변 조명 조건(예: 낮, 밤, 황혼)을 포함한 시각 시스템 모델링
- EASA FNPT 레벨 III 헬리콥터 전용 : 더 넓은 시야와 하드웨어 및 소프트웨어의 올바른 작동을 빠르게 테스트할 수 있는 수단
- MCC : 다중 승무원 협력 훈련에 사용하기 위한 FNPT 레벨 II 및 III에 대한 추가 요구 사항. 예를 들어, 각 승무원에게 어떤 계기가 이중으로 필요한지 등이 있다.[37]

비행 훈련 장치 (FTD)
- EASA FTD 레벨 1 : 시각 시스템이 없을 수 있으며, FNPT에 비해 항공기 시스템은 교관의 조치 없이 조종사의 입력만으로 올바르게 작동해야 한다.
- EASA FTD 레벨 2 : 다양한 조건을 가진 시각 시스템, 조종석은 다른 승무원 스테이션을 포함해야 하며, 조종 장치는 움직임 역학을 재현해야 한다.
- EASA FTD 레벨 3 헬리콥터 전용 : 모델 데이터는 검증 비행을 기반으로 해야 한다. 일반적인 공기역학 모델일 수 없다. 더 넓은 시야.

풀 플라이트 시뮬레이터 (FFS)
- EASA FFS 레벨 A : 3자유도(피치, 롤, 수직 운동) 모션 시스템
- EASA FFS 레벨 B : 모든 6자유도 모션 시스템, 지상 조작 모델링
- EASA FFS 레벨 C : 다양한 활주로 조건, 착빙, 더 상세한 공기역학 모델 시뮬레이션
- EASA FFS 레벨 D : 조종석에서 느껴지는 특징적인 진동, 사실적인 소음 수준

## 기술

### 시뮬레이터 구조

비행 시뮬레이터 블록 다이어그램

비행 시뮬레이터는 인간 사용자와의 상호 작용이 끊임없이 일어나는 휴먼인더루프 시스템의 한 예이다. 장치 관점에서 입력은 주로 비행 조종 장치, 계기판 버튼 및 스위치, 그리고 존재한다면 교관 스테이션이다. 이를 기반으로 내부 상태가 업데이트되고, 새로운 시간 단계에 대한 운동 방정식이 해결된다. 시뮬레이션된 항공기의 새로운 상태는 시각, 청각, 운동 및 촉각 채널을 통해 사용자에게 표시된다.
협동 작업을 시뮬레이션하기 위해 시뮬레이터는 다중 승무원 협력 시뮬레이터와 같이 여러 사용자를 위해 설계될 수 있다. 또는 여러 시뮬레이터를 연결할 수 있으며, 이는 "병렬 시뮬레이션" 또는 "분산 시뮬레이션"으로 알려져 있다. 군용 항공기는 종종 다른 항공기나 군인과 협력해야 하므로, 전쟁 게임은 분산 시뮬레이션의 일반적인 용도이다. 이 때문에 항공기를 포함한 분산 시뮬레이션에 대한 수많은 표준이 군사 조직과 함께 개발되었다. 몇 가지 예로는 SIMNET, DIS 및 HLA가 있다.

### 시뮬레이션 모델
시뮬레이션 모델의 핵심 요소는 항공기에 대한 운동 방정식이다. 항공기가 대기를 통과할 때 병진 및 회전 자유도를 모두 나타낼 수 있다. 유창한 움직임을 인지하기 위해 이러한 방정식은 초당 50 또는 60회 해결된다. 운동을 위한 힘은 공기역학 모델에서 계산되며, 이는 다시 특정 시스템에 의해 구동되는 제어 표면의 상태, 항공전자 등과 같은 요소에 따라 달라진다. 모델링의 경우와 마찬가지로, 요구되는 현실감 수준에 따라 다양한 세부 수준이 있으며, 더 간단한 시뮬레이터에서는 일부 하위 모델이 생략되기도 한다.
일부 엔지니어링 시뮬레이터의 경우와 달리 인간 사용자가 시뮬레이터의 일부인 경우, 실시간으로 시뮬레이션을 수행해야 한다. 낮은 새로 고침 빈도는 시뮬레이션의 현실감을 떨어뜨릴 뿐만 아니라 시뮬레이터 멀미 증가와도 관련이 있다. 규정은 조종사 입력과 항공기 반응 사이의 최대 레이턴시에 제한을 둔다. 이 때문에 낮은 계산 비용으로 필요한 수준의 현실감을 달성하기 위한 절충이 이루어진다. 비행 시뮬레이터는 일반적으로 힘이나 날씨에 대한 전체 전산 유체 역학 모델을 포함하지 않고, 계산 결과와 실제 비행에서 얻은 데이터로 준비된 데이터베이스를 사용한다. 예를 들어, 날개 위 흐름을 시뮬레이션하는 대신 받음각과 같은 운동 매개변수로 양력 계수를 정의할 수 있다.
다양한 모델들이 데이터를 교환해야 하지만, 대부분은 더 나은 조직과 개발 용이성을 위해 모듈식 아키텍처로 분리될 수 있다. 일반적으로 지상 조작을 위한 기어 모델은 주요 운동 방정식에 대한 별도의 입력이 될 것이다. 각 엔진과 항공전자 계기도 잘 정의된 입력과 출력을 가진 독립적인 시스템이다.

### 계기

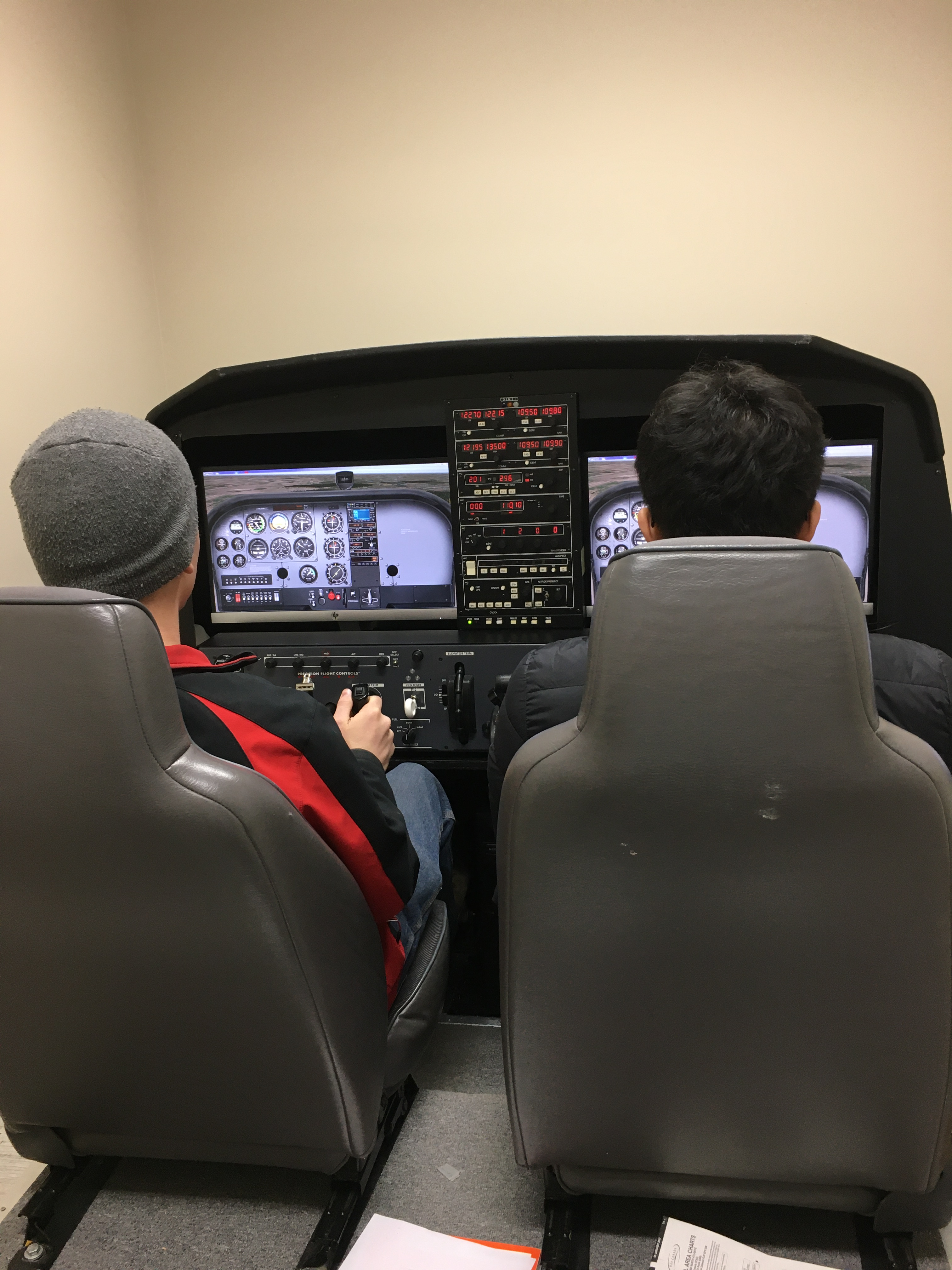
주 비행 계기가 평면 디스플레이로 재현된 시뮬레이터

모든 종류의 FSTD는 어떤 형태로든 조종석 복제를 필요로 한다. 조종석은 조종사와 항공기 간의 주요 상호 작용 수단이므로 조종석 제어에 특별한 중요성이 부여된다. 기술의 좋은 이전을 달성하기 위해 비행 시뮬레이터 규정에는 실제 항공기와 얼마나 밀접하게 일치해야 하는지를 결정하는 매우 구체적인 요구 사항이 있다. 풀 플라이트 시뮬레이터의 경우 이러한 요구 사항은 너무 세부적이어서 전용 복제본을 제조하는 것보다 비행 인증을 받은 실제 부품을 사용하는 것이 비용 효율적일 수 있다. 하위 클래스 시뮬레이터는 스프링을 사용하여 제어 장치를 움직일 때 느껴지는 힘을 모방할 수 있다. 제어력 또는 동적 응답을 더 잘 재현해야 할 경우, 많은 시뮬레이터는 능동적으로 구동되는 력 피드백 시스템을 갖추고 있다. 헬리콥터 시뮬레이션 요구 사항 또는 스틱 셰이커가 장착된 항공기 때문에 진동 액추에이터도 포함될 수 있다.
조종사로부터의 촉각 입력의 또 다른 형태는 조종석 패널에 위치한 계기이다. 이 계기는 다양한 항공기 시스템과 상호 작용하는 데 사용되므로, 그 자체만으로도 일부 절차 훈련에 충분할 수 있다. 화면에 표시하는 것으로 가장 기본적인 BITD 시뮬레이터와 아마추어 비행 시뮬레이션에는 충분하지만, 대부분의 인증된 시뮬레이터는 모든 버튼, 스위치 및 기타 입력이 항공기 조종석과 동일한 방식으로 작동해야 한다. 조종석의 물리적 복사본이 필요하다는 점은 시뮬레이터 건설 비용에 기여하며, 하드웨어를 특정 항공기 유형에 묶어둔다. 이러한 이유 때문에 가상 현실에서의 상호 작용에 대한 연구가 계속 진행 중이지만, 촉각 피드백의 부족은 이 기술을 사용할 때 사용자 성능에 부정적인 영향을 미친다.

### 시각 시스템

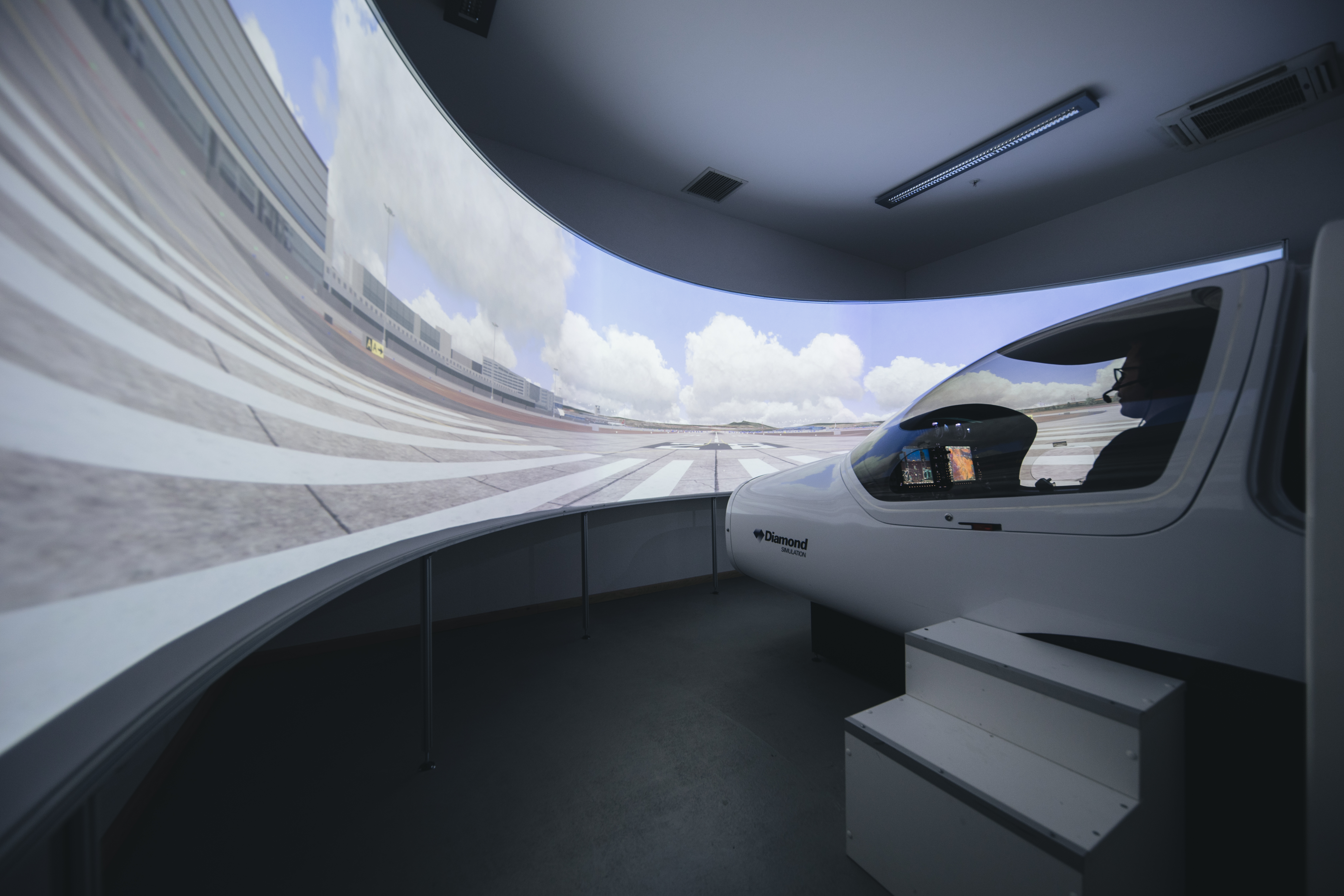
광각 원통형 디스플레이

항공기 외부 시야는 항공기 비행에 중요한 신호이며, 시계 비행 조작의 주요 항법 수단이다. 시각 시스템의 주요 특성 중 하나는 시야이다. 시뮬레이터 유형에 따라 평면 디스플레이를 사용하여 전방 시야만 제공하는 것으로 충분할 수 있다. 그러나 전투기와 같은 일부 종류의 항공기는 공중전 중 수행되는 기동 때문에 매우 넓은 시야, 바람직하게는 거의 완벽한 구형 시야를 요구한다. 마찬가지로, 헬리콥터는 어떤 방향으로든 호버 비행을 수행할 수 있으므로, 일부 헬리콥터 비행 시뮬레이터는 심지어 180도의 수평 시야를 요구한다.
시각 시스템 설계에는 많은 매개변수가 있다. 좁은 시야의 경우 단일 디스플레이로 충분할 수 있지만, 일반적으로 여러 프로젝터가 필요하다. 이 배열은 평면이 아닌 표면에 투영할 때 발생하는 왜곡뿐만 아니라 겹치는 투영 영역의 밝기 측면에서도 추가적인 보정을 필요로 한다. 또한 원통형, 구형 또는 타원형과 같은 다양한 형태의 스크린이 사용된다. 이미지는 영사막의 시청면에 투사되거나, 또는 반투명 스크린에 "후면 투사"될 수 있다. 스크린이 항공기 외부 물체보다 훨씬 가깝기 때문에, 가장 진보된 비행 시뮬레이터는 조종사의 시점 간의 시차 효과를 제거하고 멀리 있는 물체의 보다 현실적인 시야를 제공하는 평행 조종석 디스플레이를 사용한다.
대규모 디스플레이의 대안은 헤드 마운티드 디스플레이를 사용하는 가상 현실 시뮬레이터이다. 이 접근 방식은 완전한 시야를 가능하게 하며 시뮬레이터 크기를 상당히 줄인다. 연구에 사용된 사례는 물론 인증된 FSTD도 존재한다.

#### 현대컴퓨터 그래픽스에 대한 기여
비행 시뮬레이터에서 개발된 시각 시스템에서 적용된 시각 시뮬레이션 과학은 오늘날의 3차원 컴퓨터 그래픽스 및 컴퓨터 생성 이미지(CGI) 시스템의 중요한 전신이기도 했다. 이는 비행 시뮬레이션의 목적이 비행 중인 항공기의 행동을 지상에서 재현하는 것이기 때문이다. 이 재현의 대부분은 현실을 모방하는 믿을 수 있는 시각적 합성에서 비롯되었다. 가상 합성 기술을 군사 수준의 훈련 요구 사항과 결합해야 하는 필요성 때문에, 비행 시뮬레이션에 적용된 그래픽 기술은 종종 상업 제품에서 사용할 수 있었던 것보다 수년 앞서 있었다. CGI가 조종사 훈련에 처음 사용되었을 때, 초기 시스템은 특정 간단한 훈련 임무에는 효과적이었지만, 지형 추적 및 기타 전술 기동과 같은 정교한 훈련 과제에는 추가 개발이 필요했다. 초기 CGI 시스템은 평면 다각형으로 구성된 객체만 묘사할 수 있었다. 1970년대와 1980년대 비행 시뮬레이터 시각 시스템 및 CGI의 알고리즘과 전자 장치 발전은 오늘날 현대 그래픽에 여전히 사용되는 많은 기술에 영향을 미쳤다. 시간이 지남에 따라 CGI 시스템은 표면에 질감을 덧씌우고 이미지 세부 수준을 부드럽게 전환할 수 있게 되었다. 가상 세계의 실시간 컴퓨터 그래픽스 시각화는 비행 시뮬레이터 시각 시스템의 일부 측면을 게임 엔진과 매우 유사하게 만들어, 다양한 세부 수준 또는 OpenGL과 같은 라이브러리와 같은 일부 기술을 공유한다. 많은 컴퓨터 그래픽스 비전가들은 오늘날의 현대 컴퓨팅 시대 이전에 비행 시뮬레이션 분야의 두 선두 기업이었던 에반스 앤 서덜랜드(Evans & Sutherland)와 싱어 컴퍼니(Singer Company)의 링크 플라이트 시뮬레이션(Link Flight Simulation) 사업부에서 경력을 시작했다. 예를 들어, 1978년에 만들어진 싱어 링크 디지털 이미지 생성기(Singer Link Digital Image Generator, DIG)는 세계 최초의 CGI 시스템 중 하나로 간주된다.

### 모션 시스템

스튜어트 플랫폼

처음에는 모션 시스템이 짐벌과 유사하게 별도의 움직임 축을 사용했다. 스튜어트 플랫폼 발명 이후 모든 액추에이터의 동시 작동이 선호되는 선택이 되었으며, 일부 FFS 규정은 "시너지적" 6 자유도 움직임을 특별히 요구한다. 실제 항공기와 달리 시뮬레이션된 모션 시스템은 움직일 수 있는 제한된 범위를 가진다. 이는 특히 지속적인 가속을 시뮬레이션하는 능력에 영향을 미치며, 주어진 제약 내에서 인간의 전정 기관에 대한 신호를 근사화하기 위한 별도의 모델을 필요로 한다.
모션 시스템은 전체 시뮬레이터 비용의 주요 요소이지만, 시뮬레이터 훈련을 기반으로 실제 항공기를 조종하는 기술 이전을 평가하는 것은 어렵다. 특히 모션 신호와 관련된 경우에는 더욱 그렇다. 많은 조종사 의견 표본이 필요하며, 특히 객관적인 평가를 하고 구조화된 테스트 일정에 응하는 데 익숙하지 않은 조종사들로부터 많은 주관적인 의견이 표출되는 경향이 있다. 수년 동안 6 자유도 모션 기반 시뮬레이션이 조종사에게 비행 제어 작업 및 제어 입력과 외부 힘에 대한 항공기 반응에 더 높은 충실도를 제공하고 비모션 기반 시뮬레이션보다 학생들에게 더 나은 훈련 결과를 제공한다고 믿어졌다. 이는 조종 품질에 대한 숫자적인 쿠퍼-하퍼 등급 척도와 같은 비행 테스트 표준으로 평가할 수 있는 "조작 충실도"로 설명된다. 최근 과학 연구에 따르면 비행 시뮬레이터 내에서 진동 또는 동적 좌석과 같은 기술을 사용하는 것이 크고 비싼 6-DOF FFS 장치만큼 훈련 제공에 효과적일 수 있다는 것이 밝혀졌다.

## 현대의 하이엔드 비행 시뮬레이터

### NASA/에임즈의 수직 운동 시뮬레이터(VMS)
세계에서 가장 큰 비행 시뮬레이터는 마운틴뷰 (캘리포니아주)에 위치한 NASA 에임즈 연구 센터의 수직 운동 시뮬레이터(VMS)이다. 이 시뮬레이터는 60피트(±30피트)의 수직 이동(상하 운동)이 가능한 매우 큰 이동 시스템을 갖추고 있다. 상하 운동 시스템은 40피트 레일이 장착된 수평 빔을 지지하며, 이는 시뮬레이터 캐빈이 ±20피트의 횡방향 이동을 가능하게 한다. 일반적인 6자유도 헥사포드 플랫폼이 40피트 빔에 장착되어 있으며, 교체 가능한 캐빈이 플랫폼에 장착된다. 이 설계는 다양한 항공기 캐빈을 빠르게 전환할 수 있도록 한다. 시뮬레이션은 비행선, 상업용 및 군용 항공기에서 우주왕복선에 이르기까지 다양하다. 우주왕복선의 경우, 대형 수직 운동 시뮬레이터는 초기 우주왕복선 비행에서 착륙 직전에 발생한 세로 방향 조종사 유발 진동 (PIO)을 조사하는 데 사용되었다. VMS에서 문제점을 확인한 후, 다양한 세로 방향 제어 알고리즘을 시도하고 우주왕복선 프로그램에 가장 적합한 것을 권장하는 데 사용되었다.

### 지향성 훈련
오스트리아의 AMST Systemtechnik GmbH (AMST)와 미국 필라델피아의 Environmental Tectonics Corporation (ETC)은 요 방향으로 완전한 자유를 가진 다양한 지향성 훈련 시뮬레이터를 제조한다. 이러한 장치 중 가장 복잡한 것은 AMST가 제조한 네덜란드 TNO 연구소의 데스데모나(Desdemona) 시뮬레이터이다. 이 대형 시뮬레이터는 수직 운동을 추가하는 프레임워크에 장착된 짐벌식 조종석을 가지고 있다. 프레임워크는 회전 플랫폼에 부착된 레일에 장착된다. 레일은 시뮬레이터 캐빈이 회전 중심에서 다른 반경에 위치할 수 있도록 하며, 이는 최대 약 3.5G의 지속적인 G 기능을 제공한다.

## 같이 보기
- 시뮬레이션